# Kirchenkreis Wolfsburg-Wittingen
Der Kirchenkreis Wolfsburg-Wittingen ist einer der 48 Kirchenkreise der Evangelisch-lutherischen Landeskirche Hannovers und gehört zum Sprengel Lüneburg.

## Geographische Lage
Der Kirchenkreis erstreckt sich in Niedersachsen vom südöstlichen Teil der Lüneburger Heide über einen Abschnitt des Allertals bis an den Dorm. Er umfasst den Norden, den Nordosten und die nordwestlich an Wolfsburg angrenzenden Teile des Landkreises Gifhorn, den Westen und Süden der kreisfreien Stadt Wolfsburg einschließlich der Kernstadt sowie einen kleinen Teil des Landkreises Helmstedt (Hasenwinkel).
Der Kirchenkreis grenzt im Südwesten und Westen an den Kirchenkreis Gifhorn, im Nordwesten an den Kirchenkreis Celle und im Norden an den Kirchenkreis Uelzen. Ansonsten ist er von Gebieten anderer Landeskirchen umgeben: Im Nordosten und Osten grenzt er an den Kirchenkreis Salzwedel der Evangelischen Kirche in Mitteldeutschland, im Südosten an die Propsteien Vorsfelde und Helmstedt und im Süden an die Propstei Königslutter der Evangelisch-lutherischen Landeskirche in Braunschweig.

## Geschichte
Der Kirchenkreis entstand zum 1. Januar 2013 durch die Vereinigung der Kirchenkreise Wolfsburg und Wittingen. Der Kirchenkreis Wolfsburg hieß bis 1965 nach seinem Sitz Kirchenkreis Fallersleben und ging auf die 1570 aus der Inspektion Gifhorn ausgegliederte Inspektion Fallersleben zurück (1924 in Kirchenkreis umbenannt). Der Kirchenkreis Wittingen entstand 1809 als Inspektion Wittingen durch Verlegung der Superintendentur von Hankensbüttel nach Wittingen. Die vorangegangene Inspektion Hankensbüttel war erst 1797 aus der Inspektion Gifhorn ausgegliedert und 1800 um südliche Teile der Propstei Uelzen, Vorgängerin des Kirchenkreises Uelzen, erweitert worden.
Superintendenten des fusionierten Kirchenkreises Wolfsburg-Wittingen
- Hanna Löhmannsröben 01.01.2013–31.08.2017
- Christian Berndt seit dem 01.08.2018

Superintendentin und Superintendenten des ehemaligen Kirchenkreises Wolfsburg
- Ernst Grote  01.10.1965–31.07.1970 in Wolfsburg (gestorben 24.01.1971)
- Volkhard Schwietering 01.01.1971–30.06.1982
- Hinrich Buß 16.01.1983–30.09.1993
- Herbert Koch 01.01.1994–23.02.2002
- Hans-Joachim Lenke 01.12.2002–14.08.2011
- Hanna Löhmannsröben 01.04.2012–31.12.2012

Superintendenten des ehemaligen Kirchenkreises Fallersleben
- Gottlieb Ludwig Ziegler (gestorben 1805 im Alter von 60 Jahren)
- Carl Friedrich Günther Hempel 1806–? (gestorben am 23.10.1947 im Alter von 94 Jahren)
- Hermann August Wilhelm Heinrich Stölting 1851–1957
- Carl Adolf Wilhelm August Althaus 1859–1881 (begraben am 13.05.1881 im Alter von 73 Jahren)
- Heinrich Friedrich Wilhelm Fischer 1882–1890 (begraben am 20.11.1890 im Alter von 54 Jahren)
- Theodor Rudolf Seebohm 1890–1908 (danach Superintendent in Wittingen)
- Johann Carl Theodor Knoke 1908–1913 (danach Superintendent in Pattensen)
- Hermann Friedrich Wilhelm Richter 1914–1920 (gestorben am 12.03.1920 im Alter von 48 Jahren)
- Karl Gerhard Wilhelm Stalmann 1921–1926 (danach Oberlandeskirchenrat in Hannover; gestorben 1953)
- August Wilhelm Wedde 1927–1947 (gestorben am 16.10.1956 im Alter von 83 Jahren)
- Karl Georg William Ernst Grote 01.06.1947–30.09.1965 (danach Superintendent in Wolfsburg)

## Regionen, Gemeinden und Kirchen
Der Kirchenkreis umfasst 28 Kirchengemeinden. Diese verteilen sich auf 6 Regionen. Die Anzahl der Kirchenmitglieder liegt nach eigenen Angaben bei knapp 50.000.
- Karte mit allen verlinkten Seiten:
- OSM |
- WikiMap

### Region Nordwest
Die Region Nordwest entspricht den Gebieten der Samtgemeinde Hankensbüttel und der Gemeinde Groß Oesingen aus der Samtgemeinde Wesendorf. Sie besteht aus vier Kirchengemeinden, die seit dem 27. November 2022 alle unter einem gemeinschaftlichen Pfarramt verbunden sind.
| Pfarramt       | Kirchengemeinde | Gebiet                                            | Kirche oder Kapelle                  | Bild    |
| -------------- | --------------- | ------------------------------------------------- | ------------------------------------ | ------- |
| 3 Pfarrstellen | Hankensbüttel   | Gemeinden Hankensbüttel, Obernholz und Dedelstorf | St.-Pankratius-Kirche Hankensbüttel  | Kirche  |
| 3 Pfarrstellen | Hankensbüttel   | Gemeinden Hankensbüttel, Obernholz und Dedelstorf | Klosterkirche Isenhagen              | Kirche  |
| 3 Pfarrstellen | Sprakensehl     | Gemeinde Sprakensehl                              | St.-Christophorus-Kirche Sprakensehl | Kirche  |
| 3 Pfarrstellen | Sprakensehl     | Gemeinde Sprakensehl                              | Johanneskapelle Bokel                | Kapelle |
| 3 Pfarrstellen | Steinhorst      | Gemeinde Steinhorst                               | St.-Georgs-Kirche Steinhorst         | Kirche  |
| 3 Pfarrstellen | Groß Oesingen   | Gemeinde Groß Oesingen                            | Friedenskirche Groß Oesingen         | Kirche  |

### Region Nordost
Die Region Nordost bzw. Nord entspricht weitgehend den Gebieten der Stadt Wittingen und der Gemeinde Schönewörde aus der Samtgemeinde Wesendorf. Die Region besteht aus fünf Kirchengemeinden, von denen zwei zu einer Gesamtkirchengemeinde zusammengeschlossen sind. Seit dem 1. Januar 2023 sind alle Kirchengemeinden der Region unter einem gemeinschaftlichen Pfarramt verbunden.
| Pfarramt       | Kirchengemeinde                         | Gebiet                                                                                | Kirche oder Kapelle                          | Bild    |
| -------------- | --------------------------------------- | ------------------------------------------------------------------------------------- | -------------------------------------------- | ------- |
| 3 Pfarrstellen | Darrigsdorf                             | Wittinger Ortschaften Darrigsdorf und Glüsingen                                       | St.-Gabriel-Kirche Darrigsdorf               | Kirche  |
| 3 Pfarrstellen | Zasenbeck-Radenbeck                     | Wittinger Ortschaften Zasenbeck, Radenbeck und Plastau                                | St.-Johannes-Kirche Zasenbeck                | Kirche  |
| 3 Pfarrstellen | Zasenbeck-Radenbeck                     | Wittinger Ortschaften Zasenbeck, Radenbeck und Plastau                                | St.-Jakobus-Kirche Radenbeck                 | Kirche  |
| 3 Pfarrstellen | Knesebeck                               | Wittinger Ortschaften Knesebeck, Eutzen und Vorhop-Transvaal und Gemeinde Schönewörde | St.-Katharinen-Kirche Knesebeck              | Kirche  |
| 3 Pfarrstellen | Knesebeck                               | Wittinger Ortschaften Knesebeck, Eutzen und Vorhop-Transvaal und Gemeinde Schönewörde | St.-Georgs-Kirche Eutzen                     | Kirche  |
| 3 Pfarrstellen | Gesamtkirchengemeinde Wittingen-Ohrdorf | Übrige Wittinger Ortschaften mit Ausnahme Boitzenhagens                               | St.-Stephanus-Kirche Wittingen               | Kirche  |
| 3 Pfarrstellen | Gesamtkirchengemeinde Wittingen-Ohrdorf | Übrige Wittinger Ortschaften mit Ausnahme Boitzenhagens                               | St.-Laurentius-Kirche Ohrdorf                | Kirche  |
| 3 Pfarrstellen | Gesamtkirchengemeinde Wittingen-Ohrdorf | Übrige Wittinger Ortschaften mit Ausnahme Boitzenhagens                               | Kapelle „Heilige Drei Könige“ Suderwittingen | Kapelle |

### Region Mitte
Die Region Mitte entspricht den Gebieten der Samtgemeinde Boldecker Land, der Gemeinden Brome, Ehra-Lessien und Tiddische aus der Samtgemeinde Brome sowie einer Wittinger Ortschaft. Sie besteht aus vier Kirchengemeinden, von denen zwei pfarramtlich verbunden sind.
| Pfarramt       | Kirchengemeinde | Gebiet                                                     | Kirche oder Kapelle             | Bild   |
| -------------- | --------------- | ---------------------------------------------------------- | ------------------------------- | ------ |
| 2 Pfarrstellen | Brome-Tülau     | Flecken Brome und Gemeinde Tülau                           | St.-Pancratius-Kirche Altendorf | Kirche |
| 2 Pfarrstellen | Brome-Tülau     | Flecken Brome und Gemeinde Tülau                           | Liebfrauenkirche Brome          | Kirche |
| 2 Pfarrstellen | Brome-Tülau     | Flecken Brome und Gemeinde Tülau                           | St.-Johannis-Kirche Tülau       | Kirche |
| 2 Pfarrstellen | Ehra            | Gemeinde Ehra-Lessien und Wittinger Ortschaft Boitzenhagen | St.-Michaelis-Kirche Ehra       | Kirche |
| 1 Pfarrstelle  | Jembke          | Gemeinden Jembke, Barwedel, Bokensdorf und Tiddische       | St.-Georgs-Kirche Jembke        | Kirche |
| 1 Pfarrstelle  | Weyhausen       | Gemeinden Weyhausen, Osloß und Tappenbeck                  | Auferstehungskirche Weyhausen   | Kirche |

### Region Stadtmitte
Die Region Stadtmitte umfasst den Großteil der Wolfsburger Kernstadt. Sie besteht aus drei Kirchengemeinden.
| Pfarramt       | Kirchengemeinde | Gebiet                                                    | Kirche oder Kapelle                                       | Bild         |
| -------------- | --------------- | --------------------------------------------------------- | --------------------------------------------------------- | ------------ |
| 2 Pfarrstellen | Stadt           | Wolfsburger Ortschaft Stadtmitte und Stadtteil Rabenberg  | Christuskirche Schillerteich                              | Kirche       |
| 2 Pfarrstellen | Stadt           | Wolfsburger Ortschaft Stadtmitte und Stadtteil Rabenberg  | St.-Annen-Kirche Heßlingen mit Gemeindehaus in Hellwinkel | Kirche       |
| 1 Pfarrstelle  | Nordstadt       | Wolfsburger Ortschaft Nordstadt                           | St.-Marien-Kirche Alt-Wolfsburg                           | Kirche       |
| 1 Pfarrstelle  | Nordstadt       | Wolfsburger Ortschaft Nordstadt                           | St.-Thomas-Haus Teichbreite                               | Gemeindehaus |
| 1 Pfarrstelle  | Lukas           | Wolfsburger Ortschaft Mitte-West ohne Stadtteil Rabenberg | Heilig-Geist-Kirche Klieversberg                          | Kirche       |
| 1 Pfarrstelle  | Lukas           | Wolfsburger Ortschaft Mitte-West ohne Stadtteil Rabenberg | Pauluskirche Laagberg                                     | Kirche       |
| 1 Pfarrstelle  | Lukas           | Wolfsburger Ortschaft Mitte-West ohne Stadtteil Rabenberg | Kreuzkirche Hohenstein                                    | Kirche       |

### Region Südwest
Die Region Südwest entspricht dem Westen des Wolfsburger Stadtgebiets sowie einem Teil der Gemeinde Calberlah aus der Samtgemeinde Isenbüttel. Sie besteht aus fünf Kirchengemeinden. Vier davon sind je paarweise pfarramtlich verbunden.
| Pfarramt       | Kirchengemeinde | Gebiet                                                                   | Kirche oder Kapelle                          | Bild   |
| -------------- | --------------- | ------------------------------------------------------------------------ | -------------------------------------------- | ------ |
| 2 Pfarrstellen | Fallersleben    | Wolfsburger Stadtteile Fallersleben und Sandkamp                         | Michaeliskirche Fallersleben                 | Kirche |
| 2 Pfarrstellen | Mörse           | Wolfsburger Stadtteil Mörse                                              | St.-Petri-Kirche Mörse                       | Kirche |
| 1 Pfarrstelle  | Sülfeld         | Wolfsburger Stadtteil Sülfeld                                            | Markuskirche Sülfeld                         | Kirche |
| 1 Pfarrstelle  | Wettmershagen   | Calberlaher Ortsteile Wettmershagen, Allenbüttel, Brunsbüttel und Jelpke | St.-Johannes-der-Täufer-Kirche Wettmershagen | Kirche |
| 1 Pfarrstelle  | Ehmen           | Wolfsburger Stadtteil Ehmen                                              | St.-Ludgeri-Kirche Ehmen                     | Kirche |

### Region Süd
Die Region Süd umfasst den südwestlichen Teil der Wolfsburger Kernstadt sowie den gesamten historischen Hasenwinkel. Dazu gehört der Süden Wolfsburgs, die Nordostspitze von Königslutter am Elm und die Gemeinde Rennau aus der Samtgemeinde Grasleben. Die Region besteht aus sieben Kirchengemeinden und einer Kapellengemeinde, von denen jeweils mindestens zwei unter insgesamt drei Pfarrämtern verbunden sind.
| Pfarramt       | Kirchengemeinde                      | Gebiet | Kirche oder Kapelle             | Bild    |
| -------------- | ------------------------------------ | --- | ------------------------------- | ------- |
| 2 Pfarrstellen | Westhagen                            | Wolfsburger Ortschaft Westhagen                                                                               | Bonhoefferkirche Westhagen      | Kirche  |
| 2 Pfarrstellen | Detmerode                            | Wolfsburger Ortschaft Detmerode                                                                               | Stephanuskirche Detmerode       | Kirche  |
| 1 Pfarrstelle  | Heiligendorf                         | Wolfsburger Stadtteile Heiligendorf und Barnstorf                                                             | St.-Adrians-Kirche Heiligendorf | Kirche  |
| 1 Pfarrstelle  | Hattorf                              | Wolfsburger Stadtteil Hattorf                                                                                 | St.-Nicolai-Kirche Hattorf      | Kirche  |
| 1 Pfarrstelle  | Neindorf                             | Wolfsburger Stadtteil Neindorf                                                                                | Kirche Neindorf                 | Kirche  |
| 1 Pfarrstelle  | Hehlingen mit Kapellengemeinde Almke | Wolfsburger Stadtteile Hehlingen und Almke                                                                    | St.-Pankratius-Kirche Hehlingen | Kirche  |
| 1 Pfarrstelle  | Hehlingen mit Kapellengemeinde Almke | Wolfsburger Stadtteile Hehlingen und Almke                                                                    | Kapelle Almke                   | Kapelle |
| 1 Pfarrstelle  | Hasenwinkel                          | Gemeinde Rennau und Königslutteraner Stadtteile Beienrode, Bisdorf, Klein Steimke, Ochsendorf, Rhode und Uhry | St.-Stephani-Kirche Ochsendorf  | Kirche  |
| 1 Pfarrstelle  | Hasenwinkel                          | Gemeinde Rennau und Königslutteraner Stadtteile Beienrode, Bisdorf, Klein Steimke, Ochsendorf, Rhode und Uhry | Kapelle Klein Steimke           | Kapelle |
| 1 Pfarrstelle  | Hasenwinkel                          | Gemeinde Rennau und Königslutteraner Stadtteile Beienrode, Bisdorf, Klein Steimke, Ochsendorf, Rhode und Uhry | St.-Lutgeri-Kirche Rhode        | Kirche  |
| 1 Pfarrstelle  | Hasenwinkel                          | Gemeinde Rennau und Königslutteraner Stadtteile Beienrode, Bisdorf, Klein Steimke, Ochsendorf, Rhode und Uhry | St.-Marien-Kirche Rottorf       | Kirche  |
| 1 Pfarrstelle  | Hasenwinkel                          | Gemeinde Rennau und Königslutteraner Stadtteile Beienrode, Bisdorf, Klein Steimke, Ochsendorf, Rhode und Uhry | Kapelle Beienrode               | Kirche  |

### Ehemalige Kirchen und Kapellen
| Kirche oder Kapelle | Ort    | Ehemalige Kirchengemeinde | Entwidmungsdatum | Bild   | Nachnutzung       |
| ------------------- | ------ | ------------------------- | ---------------- | ------ | ----------------- |
| St.-Stephans-Kirche | Rennau | Hasenwinkel               | 13. April 2025   | Kirche | Verkauf an privat |

## Einrichtungen, Werke und Gemeinschaften

### Kindertagesstätten
Der Kirchenkreis selbst betreibt 15 Kindertagesstätten und Familienzentren im Stadtgebiet von Wolfsburg. Weitere 5 Kindertagesstätten im Stadtgebiet von Wittingen werden vom Kindertagesstättenverband Wittingen betrieben, zu dem sich die Katharinen-Kirchengemeinde Knesebeck und die Gesamtkirchengemeinde Wittingen-Ohrdorf zusammengeschlossen haben. Mit Ausnahme der Kindertagesstätte Brackstedt sind alle diese Einrichtungen nach einer örtlichen Kirche benannt und es bestehen Beziehungen zur jeweiligen Kirchengemeinde. Eine weitere evangelische Kindertagesstätte in Wolfsburg gehört zum eigenständigen Diakonischen Werk Wolfsburg gGmbH (s. u.). Außerdem werden in Wolfsburg 4 weitere evangelische Kindertagesstätten in Trägerschaft des Ev.-luth. Propsteiverbandes Braunschweiger Land betrieben. Dieser gehört zur benachbarten Braunschweigischen Landeskirche.

### Diakonie
Neben vielfältigen Seelsorgeangeboten widmet sich der Kirchenkreis auch der sozialen Arbeit. Entsprechend der historischen Zweiteilung gliedert sich das diakonische Werk des Kirchenkreises in die Bereiche Nord und Süd. In beiden Fällen besteht eine weitere Untergliederung in die Aufgabenbereiche Kirchenkreissozialarbeit und Flüchtlingssozialarbeit. Als freier Träger und Mitglied der Diakonie übernimmt das diakonische Werk des Kirchenkreises so auch Aufgaben in staatlichem bzw. kommunalem Auftrag.
Weiterhin ist der Kirchenkreis mit 73 % an der Diakoniestation Wittingen gGmbH beteiligt. Die übrigen 27 % werden zu gleichen Teilen von den Kirchengemeinden Groß Oesingen, Hankensbüttel, Wittingen-Ohrdorf und Zasenbeck-Radenbeck gehalten. Die Diakoniestation Wittingen bietet ambulante Pflege und Tagespflege mit Stützpunkten in Wittingen und Brome.
Im Gebiet des Kirchenkreises hat die Diakonie Wolfsburg als eigenständiges kirchliches Werk ihren Sitz. Diese betreibt Einrichtungen über das Gebiet des Kirchenkreises hinaus. Vertreter des Kirchenkreises haben jedoch Sitz und Stimmrecht im Kuratorium der Stiftung Diakonisches Werk Wolfsburg (ehemals Pastor-Bammel-Stiftung), die als Holding des Unternehmens fungiert. Aktuell sitzt unter anderem Superintendent Christian Berndt im Kuratorium. Die fürs operative Geschäft zuständige Diakonisches Werk Wolfsburg gemeinnützige GmbH betreibt vor allem Einrichtungen und Dienste im Bereich der Altenpflege. Daneben hat sie Angebote für Kinder, Jugendliche, Familien, Migranten und Menschen mit Behinderungen.
Weitere eigenständige diakonische Werke der Region mit Einrichtungen oder Diensten im Gebiet des Kirchenkreises sind beispielsweise die Dachstiftung Diakonie und die Evangelische Stiftung Neuerkerode.

### Friedhöfe
Mehrere dem Kirchenkreis angehörige Kirchengemeinden betreiben Friedhöfe. In der Region Nordwest gibt es kirchliche Friedhöfe in Hankensbüttel und Isenhagen, Sprakensehl und Bokel sowie Steinhorst. In der Region Nordost gibt es kirchliche Friedhöfe in Wittingen Stadt und Ohrdorf, Knesebeck und Eutzen, Zasenbeck und Radenbeck sowie Darrigsdorf. Weitere kirchliche Friedhöfe gibt es in Brome und Neindorf.

### Klöster
Im Kirchenkreis liegt das Kloster Isenhagen – ein evangelisches Damenstift, dessen Liegenschaften sich in Trägerschaft der Klosterkammer Hannover befinden. Das klösterliche Leben gestaltet der dort wohnende Konvent unter der Leitung der Äbtissin selbst. Grundlagen dafür sind eine Ordnung und eine Satzung. Primäre Aufgabe ist es „alleinstehende, evangelische Frauen im Kloster zu einer Lebensgemeinschaft auf christlicher Grundlage zu verbinden, in der sie kulturellen, kirchlichen und sozialen Zwecken dienen können“.
Obwohl das Kloster rechtlich eigenständig ist, ist es in das örtliche Gemeindeleben integriert. So ist die zugehörige Klosterkirche in Trägerschaft der Kirchengemeinde Hankensbüttel und dort finden regelmäßig Veranstaltungen der Region Nordwest statt.

### Landeskirchliche Gemeinschaften
Die innerhalb des Kirchenkreises agierenden landeskirchlichen Gemeinschaften in Hankensbüttel, Wittingen-Knesebeck, Tiddische und Wolfsburg-Fallersleben sowie die Stadtmission Wolfsburg gehören dem Ohofer Gemeinschaftsverband an. Die Gemeinschaften haben ein eigenständiges Gemeindeleben mit eigenen hauptamtlichen Predigern, die auf Antrag des Gemeinschaftsverbands vom zuständigen Regionalbischof des Sprengels Lüneburg zum Dienst der freien Wortverkündigung und der Darreichung des Abendmahls beauftragt sind. Ihre Teilnahme an Pfarrkonferenzen auf Kirchenkreisebene und Dienstbesprechungen auf Gemeindeebene ist ausdrücklich erwünscht.

## Struktur
Der Kirchenkreis wird wie andere Kirchenkreise durch einen Superintendenten geleitet. Derzeit ist dies Christian Berndt. Seine Hauptpredigtkirche ist die Christuskirche. Die weitere Leitung des Kirchenkreises übernehmen der Kirchenkreisvorstand und die gewählte Kirchenkreissynode.
Im Rahmen des kirchlichen Strukturwandels entstehen neue Strukturen zwischen der Ebene des Kirchenkreises und der der (ursprünglichen) Kirchengemeinden. Ein Beispiel dafür ist die Bildung der Gesamtkirchengemeinde Wittingen-Ohrdorf. Die meisten Kirchengemeinden sind pfarramtlich mit anderen verbunden.
Das zuständige Kirchenamt teilt sich der Kirchenkreis mit dem Kirchenkreis Gifhorn. Es sitzt in Gifhorn. Dort findet der Großteil der Verwaltung für die Einrichtungen, die Liegenschaften und das Personal des Kirchenkreises und seiner Kirchengemeinden statt.

## Belege
1. ↑  Fallersleben: Aufsichtsbezirk im Kirchengemeindelexikon.
2. ↑  KK Wolfsburg-Wittingen im Kirchengemeindelexikon.
3. ↑  Ephoralarchiv Wittingen in Arcinsys Niedersachsen Bremen.
4. ↑  Kirchengemeinden. Abgerufen am 25. März 2023.
5. ↑  Kirchenkreissynode. Abgerufen am 21. März 2023.
6. ↑  Kirchengemeinden. Abgerufen am 9. November 2023.
7. ↑  Ev.-luth. Kirchengemeinden Groß Oesingen & Steinhorst – Andacht zum ökumenischen Weltgebetstag der Frauen. Abgerufen am 25. März 2023.
8. ↑  Neues verbundenes Pfarramt Nordwest. In: Treffpunkt Kirche, Gemeindebrief Dezember 2022/Januar 2023. Ev.-luth. Kirchengemeinde Hankensbüttel, abgerufen am 23. Mai 2023.
9. ↑  Frank Kleinschmidt wird Altenseelsorger. Abgerufen am 25. März 2023.
10. ↑  Satzung der Evangelisch-lutherischen Gesamtkirchengemeinde Wittingen-Ohrdorf. In: KABl. 2017, S. 181. Evangelisch-Lutherische Landeskirche Hannovers, abgerufen am 5. November 2023.
11. ↑  Veränderungen in der Region. In: Der Gemeindebrief März 2023–Mai 2023. Ev.-luth. Gesamtkirchengemeinde Wittingen-Ohrdorf, abgerufen am 23. Mai 2023.
12. ↑  Synode beschließt Stellenrahmenplan. Abgerufen am 25. März 2023.
13. ↑  St. Georg Kirchengemeinde zu Jembke – Gottesdienst der Region Mitte in Ehra. Abgerufen am 25. März 2023.
14. ↑  Lukasgemeinde Wolfsburg – Kirchenmanager*in (m/w/d) gesucht. Abgerufen am 25. März 2023.
15. ↑  dialoge: Gemeindebrief der Nordstadtgemeinde – Englische Weihnachten in der Christuskirche. Abgerufen am 25. März 2023.
16. ↑  Sommer 2015 Jugendfreizeit Region Südwest. Abgerufen am 25. März 2023.
17. ↑  Ev.-luth. Kirchengemeinden Sülfeld und Wettmershagen – Unsere Kirchenregion. Abgerufen am 25. März 2023.
18. ↑  Radtour in der Region Süd. Abgerufen am 25. März 2023.
19. ↑  Kapellengemeinde mit eigenem Kapellenvorstand, vgl. Ev.-luth. Kirche in Neindorf – Almke – Hehlingen – Team. Abgerufen am 25. März 2023.
20. ↑  Frauke Josuweit: Entwidmung: Kirchenverkauf in Rennau wird Realität. Evangelisch-lutherische Landeskirche Hannovers, 15. April 2025, abgerufen am 16. April 2025.
21. ↑  Kindertagesstätten. In: Evangelisch-lutherischer Kirchenkreis Wolfsburg-Wittingen. Abgerufen am 28. Mai 2023.
22. ↑  Satzung für den Evangelisch-lutherischen Kindertagesstättenverband Wittingen. In: Kirchenrecht EVLKA. Abgerufen am 28. Mai 2023.
23. ↑  Einrichtungen. In: Kindertagesstätten und Familienzentren. Abgerufen am 28. Mai 2023.
24. ↑  Kindertagesstätten. In: Ev.-luth. Kindertagesstättenverband Wittingen. Abgerufen am 28. Mai 2023.
25. ↑  Diakonie-Kindertagesstätte. In: Diakonie Wolfsburg. Abgerufen am 28. Mai 2023.
26. ↑  Seelsorge, Beratung und Diakonie (Kirchenkreis-Sozialarbeit). In: Diakonie Wolfsburg. Abgerufen am 28. Mai 2023.
27. ↑  Liste der Gesellschafter vom 7. Juli 2011, abrufbar auf handelsregister.de.
28. ↑  Startseite – Diakoniestation Wittingen. Abgerufen am 28. Mai 2023.
29. ↑  Friedhof. In: Evangelisch-lutherische Kirchengemeinde Hankensbüttel. Abgerufen am 28. Mai 2023.
30. ↑  Friedhöfe. In: Ev.-luth. Christophorus-Kirchengemeinde Sprakensehl. Abgerufen am 28. Mai 2023.
31. ↑  Friedhöfe. In: Samtgemeinde Hankensbüttel. Abgerufen am 28. Mai 2023.
32. ↑  Geistliches Leben. In: Klosterkammer Hannover. Abgerufen am 20. Mai 2023.
33. ↑  Vereinbarung zwischen der Evangelisch-lutherischen Landeskirche Hannovers und dem Hannoverschen Verband landeskirchlicher Gemeinschaften, dem Ohofer Gemeinschaftsverband sowie dem Ostfriesischen Gemeinschaftsverband. In: KABl. 2007. Evangelisch-lutherische Landeskirche Hannovers, Landeskirchenamt, 16. Januar 2007, abgerufen am 3. Dezember 2023.
34. ↑  Kirchenkreis. Abgerufen am 21. März 2023.
35. ↑  Kirchenamt in Gifhorn. Abgerufen am 21. März 2023.